# Bascom (Ohio)
Pour les articles homonymes, voir Bascom.
Bascom est une census-designated place située dans le comté de Seneca, dans l’État de l’Ohio, aux États-Unis. Lors du recensement de 2010, sa population s’élevait à 390 habitants.
Bascom n’est pas incorporée.

## Démographie
| Groupe            | Bascom | Ohio | États-Unis |
| ----------------- | ------ | ---- | ---------- |
| Blancs            | 99,5   | 82,7 | 72,4       |
| Métis             | 0,5    | 2,1  | 2,9        |
| Autres            | 0      | 15,2 | 24,7       |
| Total             | 100    | 100  | 100        |
|                   |        |      |            |
| Latino-Américains | 1,8    | 3,1  | 16,7       |

Selon l’American Community Survey pour la période 2011-2015, 94,53 % de la population âgée de plus de 5 ans déclare parler l'anglais à la maison, 3,28 % le tagalog et 2,19 % une autre langue.